# Брандт, Эневольд
Граф Эневольд Брандт (дат. Enevold Brandt; 1738—1772) — датский придворный. Сподвижник и друг фаворита королевы и реформатора Струэнзе, казнённый вместе с ним.

## Биография
Родился в Копенгагене и изучал право в его университете. В 1764 году стал помощником судьи Верховного Суда Копенгагена. С 1769 королевский камергер. Затем суперинтендант королевского театра. В 1770 он сменил Конрада Холька в роли компаньона и фаворита Кристиана VII. В это время взошла звезда Струэнзе, с которым они подружились.
У Брандта была связь с Амалией Софией Гольштейн. Свое положение он использовал для того, чтобы оплачивать её карточные долги. Ради неё же Эневольд уступил позицию королевского опекуна человеку по имени Эли Соломон Француа Реверди (Élie Salomon François Reverdil). Хотя Струэнзе не нравились ни Амалия, ни её муж, из-за Брандта паре было позволено остаться при дворе. В ночь заговора Эневольд и Амалия танцевали на балу-маскараде, и он сказал ей, что уверен, что все скоро закончится.
Во время заговора, покончившего со всевластием фаворита королевы, Эневольд Брандт был арестован. 28 апреля 1772 года он был казнён по приговору суда вместе со Струэнзе. Им сначала отрубили руки, а затем головы, после чего тела подверглись четвертованию.